# Barbara Ruszczyc
Barbara Regina Ruszczyc (* 18. September 1928 in Vilnius; † 11. September 2001 in Warschau) war eine polnische Ägyptologin.

## Leben und Leistungen

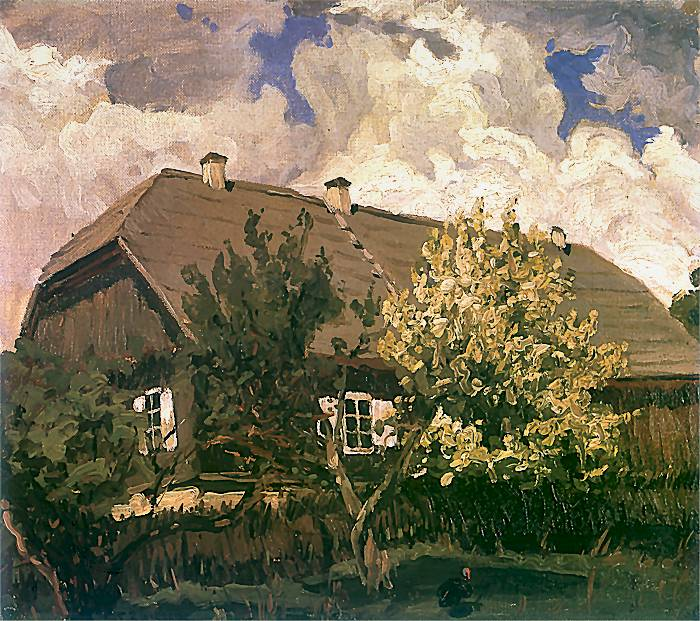
Landhaus der Familie in Bohdanów. Gemälde von Ferdynand Ruszczyc (1901). Heute im Nationalmuseum Lublin.

Barbara Ruszczyc wurde als jüngstes von sechs Geschwistern, je drei Jungen und drei Mädchen, des bekannten polnischen Malers Ferdynand Ruszczyc und von dessen dänischstämmiger Frau Regina Rouck († 1939) geboren. Die Familie Ruszczyc gehörte dem polnischen Adel (Szlachta) an. Die Geschwister waren Edward Ruszczyc (1915–2003), der Elektro-Ingenieur wurde und die Tagebücher des Vaters herausgab, Oscar Ruszczyc (1917–1996), der später in die USA ging und an der Columbia University Psychologie-Professor wurde, Andrzej (1928–1976), der Arzt wurde, Janina Ruszczyc (1914–1988) wurde Kunsthistorikerin und Eva (1922–1945). Sie verlor beide Elternteile noch im Kindesalter. Ihre ersten 16 Lebensjahre verbrachte Ruszczyc in und um ihre Geburtsstadt Vilnius, die zu dieser Zeit noch zu Polen gehörte und zu deren kulturellem Leben nicht zuletzt der Vater, solange er noch lebte, viel beitrug. Insbesondere die Zeit seit dem Ausbruch des Zweiten Weltkrieges war sehr kompliziert. Zunächst wurde die Region von der Sowjetunion, dann für mehrere Jahre vom nationalsozialistischen Deutschland und ab 1944 erneut von der Sowjetunion okkupiert. Bei Kriegsausbruch musste Ruszczyc die Schule verlassen und lebte mit den beiden Schwestern und einem der Brüder im Landhaus der Familie in Bohdanów (heute zu Belarus). Mit der sowjetischen Okkupation wurden sie aus ihrem Landgut vertrieben und lebten in der Nähe von Vilnius im Landhaus des Onkels. Im Zuge der deutschen Besatzung ab 1941 konnten sie in ihr Landhaus zurückkehren, in dem solange einzig die älteste Schwester Janina gelebt hatte, die den Nachlass des Vaters bewahrte. Während der deutschen Besatzung führte die Familie dort ein unauffälliges Leben. Die zweite sowjetische Besetzung brachte zunächst den erneuten Verlust des Landhauses mit sich, das von den Sowjets niedergebrannt wurde. Die zweite sowjetische Besetzung brachte auch die endgültige Vertreibung der polnischen Bewohner mit sich. Janina Ruszczyc wurde zudem inhaftiert und nur aufgrund des fortwährenden Drucks der Nachbarn wieder frei gelassen. Inzwischen lebte Barbara mit der zweiten Schwester und dem Bruder in Toruń. Schließlich siedelte sich die Familie in Zakopane an. Hier konnte Barbara Ruszczyc ihre Schulausbildung fortsetzen, diese wurde aber erneut unterbrochen, als die mittlere Schwester Eva starb. Nun zog Barbara zu Janina, die mittlerweile in Warschau lebte und am Nationalmuseum Warschau arbeitete.
Barbara Ruszczyc begann 1949 neben der schulischen Ausbildung als Museumsführerin im Nationalmuseum zu arbeiten. Der Direktor des Museums, Stanisław Lorentz, stammte ebenfalls aus Vilnius und war ein enger Freund des Vaters. Er half den Ruszczyc-Kindern, so gut er es konnte. Nachdem sie 1950 ihren Schulabschluss kriegsbedingt erst im Alter von 21 Jahren gemacht hatte, begann Barbara an der Universität Warschau mit dem Studium der Mediterranen Archäologie, mit einem Schwerpunkt auf der Ägyptologie und der Vorderasiatischen Archäologie. Insbesondere die Ägyptologie ist traditionell ein altertumswissenschaftliches Kernfach in Polen. Der Gang in die Archäologie war für die anderen Geschwister nicht erklärbar, da Barbara Ruszczyc bis dato kein gesteigertes Interesse an diesem Bereich gezeigt hatte, abgesehen vielleicht von einer gewissen Vorliebe für Gartenarbeit. Mit dem Beginn des Studiums wechselte sie am Nationalmuseum auch die Abteilung, von der Kunstgeschichte ging sie zur Abteilung der Antiken Kunst. Dieser blieb sie von nun an ihr gesamtes Berufsleben bis 1990 verbunden. Mit einer Arbeit über die Scheintür aus der 6. Dynastie in der Mastaba von Isi aus Edfu, eins der bedeutendsten Objekte in der Warschauer Sammlung, erlangte sie 1955 ihren Master-Grad. Sie wurde Schülerin von Kazimierz Michałowski, der sie nicht nur als Doktorvater betreute, sondern sie auch zu den bedeutenden Grabungen Polens in Tell Atrib (Athribis) im Nildelta, nach Alexandria und nach Faras im Sudan mitnahm. Von 1969 bis 1984 war sie Grabungsleiterin in Tell Atrib. Wichtigster Ort der Grabung war eine frühkoptische Kirche aus der Zeit, in der die antike Stadt Bischofssitz war. Allerdings waren die Grabungen von 1970 bis 1979 für zehn Jahre unterbrochen, zunächst kriegsbedingt, danach, weil in unmittelbarer Nachbarschaft zum Grabungsgelände eine militärische Einrichtung errichtet war. 1972 erlangte Ruszczyc schließlich ihren Doktortitel. Am Museum durchlief sie alle möglichen Positionen, angefangen bei einer Stelle als Assistentin bis hin zur Position als Oberkuratorin, die sie 1973 wurde. Auch nach ihrer Pensionierung 1990 – Nachfolgerin wurde Jadwiga Lipińska – setzte sie ihre Arbeit am Museum ehrenamtlich fort, untersuchte nun die magazinierten Ton- und Glasscherben, die als Folge des Zweiten Weltkrieges entstanden waren und zum Teil mit den Scherben von späteren Grabungen vermischt worden waren. Bislang hatte niemand versucht, diese Objekte noch einmal zu bearbeiten, Ruszczyc indes schaffte es, diverse Gefäße und Objekte aus ägyptischer, griechischer und römischer Zeit wieder zusammenzusetzen. Diese Arbeit führte sie bis fast zu ihrem Tod fort. Im Mai 2002 würdigte das Museum die Arbeit posthum mit einer Sonderausstellung. Ihr Neffe Ferdynand Ruszczyc, Sohn des ältesten Bruders Edward, wurde ebenfalls Kunsthistoriker und Generaldirektor des Nationalmuseums Warschau.
Wie die meisten polnischen Altertumswissenschaftler publizierte Ruszczyc ihre an eine größere internationale Öffentlichkeit gerichteten Arbeiten auf Französisch. Grund war, dass die polnische Sprache international kaum verstanden wurde, aber weder Russisch noch Deutsch als Sprache der die Polen im 20. Jahrhundert unterdrückenden Staaten gern gewählt wurde. Erst in fortgeschrittenerem Alter publizierte sie auch vereinzelt in deutscher Sprache. Sie publizierte sowohl zu den Grabungen in Ägypten, als auch zur Sammlung und einzelnen Objekten des Warschauer Museums. Zudem kuratierte sie mehrere bedeutende Sonderausstellungen, darunter zum skythischen Gold oder Kunst aus dem antiken Zypern. Gemeinsam mit Michałowski kuratierte sie eine Ausstellung zu den frühchristlichen Wandbildern aus Faras, die in Berlin, Essen, Den Haag, Zürich und Wien gezeigt wurde. An der Universität Warschau entfaltete sie eine nennenswerte Lehraktivität, nicht selten musste sie hier auch Michałowski vertreten, der aufgrund seiner vielen Verpflichtungen viel unterwegs und anderweitig beschäftigt war. Von 1973 bis 1993 lehrte sie an der Katholischen Universität Lublin Kunst und Archäologie des Nahen Ostens. Ruszczyc war Mitglied im Internationalen Ägyptologen-Verband und der Vereinigung der polnischen Kunsthistoriker (Polskie Towarzystwo Historyczne). 1987 wurde ihr der zweithöchste zivile polnische Orden zu dieser Zeit, der Orden Polonia Restituta (Ritter) verliehen.
Persönlich war Ruszczyc eine zurückgezogene, schüchterne und scheue Person, die wenig von sich preisgab und nur sehr ungern über sich selbst sprach. Sie heiratete nie, war aber tief religiös und zog Kraft aus ihrem Glauben und ihrem Anschluss an die römisch-katholische Kirche. Von 1952 bis zu ihrem Tod war sie ehrenamtliche Bibliothekarin der Bibliothek der Schriftsteller der Jesuitenvereinigung in Warschau. Als Anhängerin der Verehrung von Andreas Bobola besuchte sie immer wieder Orte, die mit seinem Wirken in Verbindung gebracht wurden. In ihrem letzten Lebensjahrzehnt unterstützte sie die Dominikaner von Krakau dabei, eine Bibliothek im ukrainischen Tschortkiw aufzubauen. Zudem dokumentierte sie die sichtbaren Überreste der vormaligen polnischen Präsenz in der Ukraine, vor allem durch das Sammeln von Inschriften auf Grabsteinen von aufgelassenen Friedhöfen. Sie wurde unter großer Anteilnahme von Familie, Freunden und Kollegen im Familiengrab an der Seite ihrer Geschwister bestattet.

## Publikationen (Auswahl)
- Mastaba Izi. Muzeum Narodowe – Galeria Sztuki Starożytnej, Warschau 1957.
- Redaktion mit Stefan Strelcyn: Pismo i książka orientalne. Katalog wystawy Warszawa, listopad 1958. Państwowe Wydawnictwo Naukowe, Warschau 1958.[3]
- Historia sztuki starożytnego Egiptu. Stołeczny Uniwersytet Powszechny Towarzystwa Wiedzy Powszechnej, Warschau 1959.
- Egipskie naczynia kamienne. Muzeum Narodowe Galeria Sztuki Starożytnej, Warschau 1963.
- mit Mieczysław Rodziewicz: Cypr starożytny. Muzeum Narodowe, Warschau 1968.
- Redaktion: Galeria Sztuki Starożytnej. Przewodnik. Muzeum Narodowe, Warschau 1975.
- Kultura Grecji i Rzymu. Muzeum Okręgowe, Biała Podlaska 1988.
- Życie codzienne w starożytności: Egipt, Grecja, Rzym. Muzeum Okręgowe, Biała Podlaska 1991.
- Kościół pod wezwaniem Świętej Dziewicy w Tell Atrib. Upowszechnianie Nauki-Oświata „UN-O“, Warschau 1997.